# 32571 Брайтон
32571 Брайтон (32571 Brayton) — астероїд головного поясу, відкритий 20 серпня 2001 року.
Тіссеранів параметр щодо Юпітера — 3,153.